# Хассан, Джафар
Джафар Хассан (араб. جعفر حسان‎; род. 1968) — иорданский государственный деятель, премьер-министр (с 2024).

## Биография
Родился в 1968 году. Получил степень доктора политических наук и международной экономики в Женевском институте международных отношений. Он также имеет учёные степени в Школе управления имени Джона Ф. Кеннеди и степень бакалавра в Американском университете Парижа.
В 2009 году был назначен министром планирования и международного сотрудничества и занимал этот пост до 2013 года. В 2014 году стал главой администрации короля Абдаллы II. В 2018 году Хассан был назначен заместителем премьер-министра по экономическим вопросам, а также принимал участие в разработке реформ по сокращению государственного долга. В 2021 году стал директором канцелярии короля.
В 2020 году был награждён золотой и серебряной звездой японского ордена Восходящего солнца за укрепление связей между странами.
15 сентября 2024 года король Абдалла II назначил Хассана премьер-министром Иордании.